# Estramoni
L'estramoni (Datura stramonium) és una planta amb flor de la família de les solanàcies originària d'Amèrica del Nord, però actualment es troba per tot Euràsia. Altres noms comuns són: herba talpera, castanya talpera, herba de l'asma o herba de l'ofec.
Als Països Catalans es pot trobar a tota l'àrea mediterrània, on se la considera invasora. És una planta anual herbàcia i tòxica que desprèn una olor fètida molt característica i que pot tenir una alçada aproximada de 40 a 100 centímetres. Té flors blanques i solitàries, i els fruits que produeix són en càpsula, coberts d'espines i dividits en quatre cavitats on podem trobar les llavors que són molt tòxiques.
El terme Datura deriva del mot dhatūra, del hindi, provinent del sànscrit dhattūra, que designava les plantes utilitzades per les bandes de lladres i assassins del país (els thuggi) per a enverinar la població. També hi ha la paraula tatôtah, de l'àrab, que significa 'picar' i fa referència a les espines del fruit. El terme stramonium té origen incert, però es creu que deriva del grec i que significa 'poma boja', denominació que fa referència a les connotacions de bruixeria que se li van atorgar durant l'edat mitjana a causa de les seves propietats narcòtiques.
En català s'anomena estramoni, castanya talpera, fesolera de llum, figuera infernal borda, herba pudent, herba talpera (o talpinera), herba queixalera, herba de l'ofec, herba de l'asma, orval.

## Morfologia
Pel que fa a la forma vital és una planta teròfita, és a dir que completa el seu cicle exclusivament en l'estació favorable, però poden sobreviure a l'estació desfavorable gràcies a les llavors.
És una planta anual d'entre 0,8 i 1,2 metres d'alçada, caulescent, de forma arbustiva amb fulles el·líptiques ovalades, d'olor desagradable i gust amargant. És laxament pubescent amb pèls unicel·lulars curts, blancs i alguns són més llargs i pluricel·lulars. A l'estiu apareixen unes flors blanques en forma d'embut, seguides d'unes càpsules ovoides espinoses, que contenen llavors negres.

### Òrgans vegetatius
Pel que fa als òrgans vegetatius, trobem una rel axonomorfa molt llarga, columnar i que presenta nombroses rels secundàries. La tija és cilíndrica amb ramificació dicòtoma d'un color verd groguenc que pot arribar a fer un metre d'alçada, depenent de la riquesa de nutrients del sòl. I les fulles són grans, angulars, peciolades, de color verd fosc, ovalades en l'extrem, primes, pinnatíferes i irregularment dentades, que desprenen una olor fètida molt forta. Tenen grans folíols aguts i un pecíol molt llarg. Són simples i estan disposades sobre la tija de forma alternada. La cara interna és més clara i està recorreguda per nervacions laterals sortints per la part inferior i deprimides per la part superior en forma pennada. Aquestes nervacions estan inclinades uns 45° i finalitzen en el pic dels lòbuls.

### Òrgans reproductors

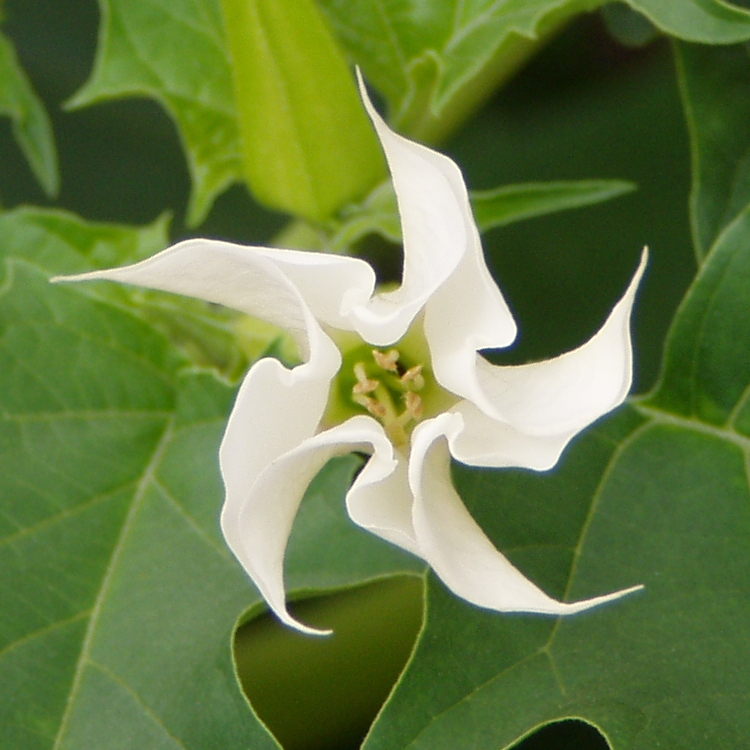
Detall d'una flor.

Les flors, que comencen a aparèixer al maig fins ben entrada la tardor de forma solitària o per parelles, són vistoses, grans, regulars, axil·lars, de color blanc i gairebé sèssils. El periant està format per dues parts: la corol·la, amb 5 pètals blancs soldats entre si, i el calze, de forma tubular, angular o prismàtic d'uns 30-50mm i de color verd. Les flors, que neixen a les axil·les, són actinomorfes, hermafrodites i solitàries.
El calze està dividit a l'extrem per 5 lòbuls aguts i, quan està a punt de sortir el fruit, es trenca per una línia formada a la part inferior. En el fruit, només persisteix la base que es fa gran i envolta la càpsula i la resta del calze es desprèn.
La corol·la és infundibuliforme, és a dir, que té forma d'embut, de color blanc i està dividida en cinc glòbuls aguts. Té entre 6-10 cm de llarg i els lòbuls, que són poc profunds i amb plecs longitudinals, estan internament coberts de tricomes curts.
L'androceu està format per cinc estams de la mateixa mida situats a la base de la corol·la que tenen les anteres separades i aquestes són ovades de color groc o negre.
El gineceu conté un ovari amb una posició superior respecte al punt d'inserció de les peces florals i només està unit per la base. És bilocular, i en alguns casos tetralocular, amb els estigmes bilobulats.

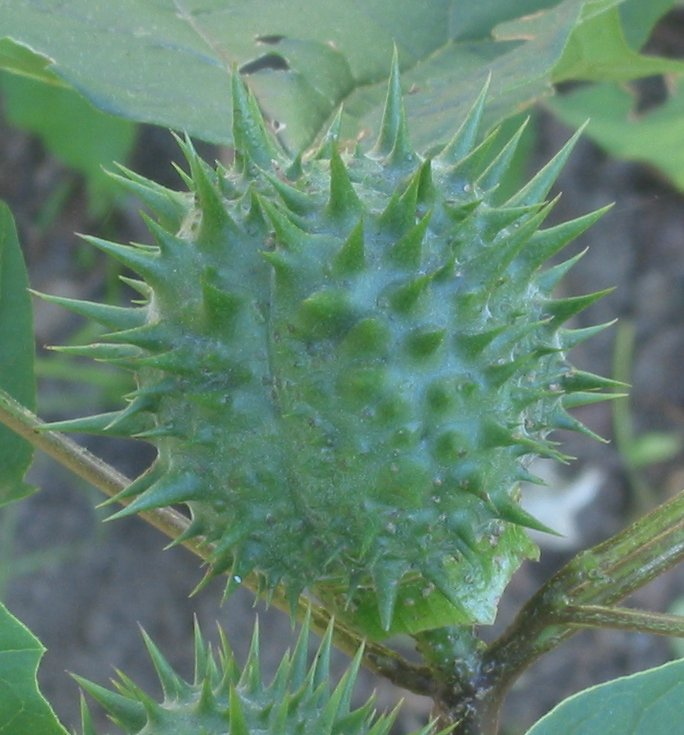
Detall d'un fruit.

El fruit és en càpsula, de forma ovoide i erecta amb una mida aproximada de 3'5x5 cm. Presenta espines per la coberta exterior de color verd i per l'interior, està dividit en 4 cel·les i 4 valves que s'obren per la part de dalt quan el fruit està madur. Aquestes cavitats es troben plenes d'un gran nombre de llavors reniformes, és a dir, amb forma de ronyó, fesolades i de color fosc.

## Ecologia
És una planta amb caràcter invasor i de creixement ràpid que es troba en climes temperats mundialment. És originària d'Amèrica del Nord.

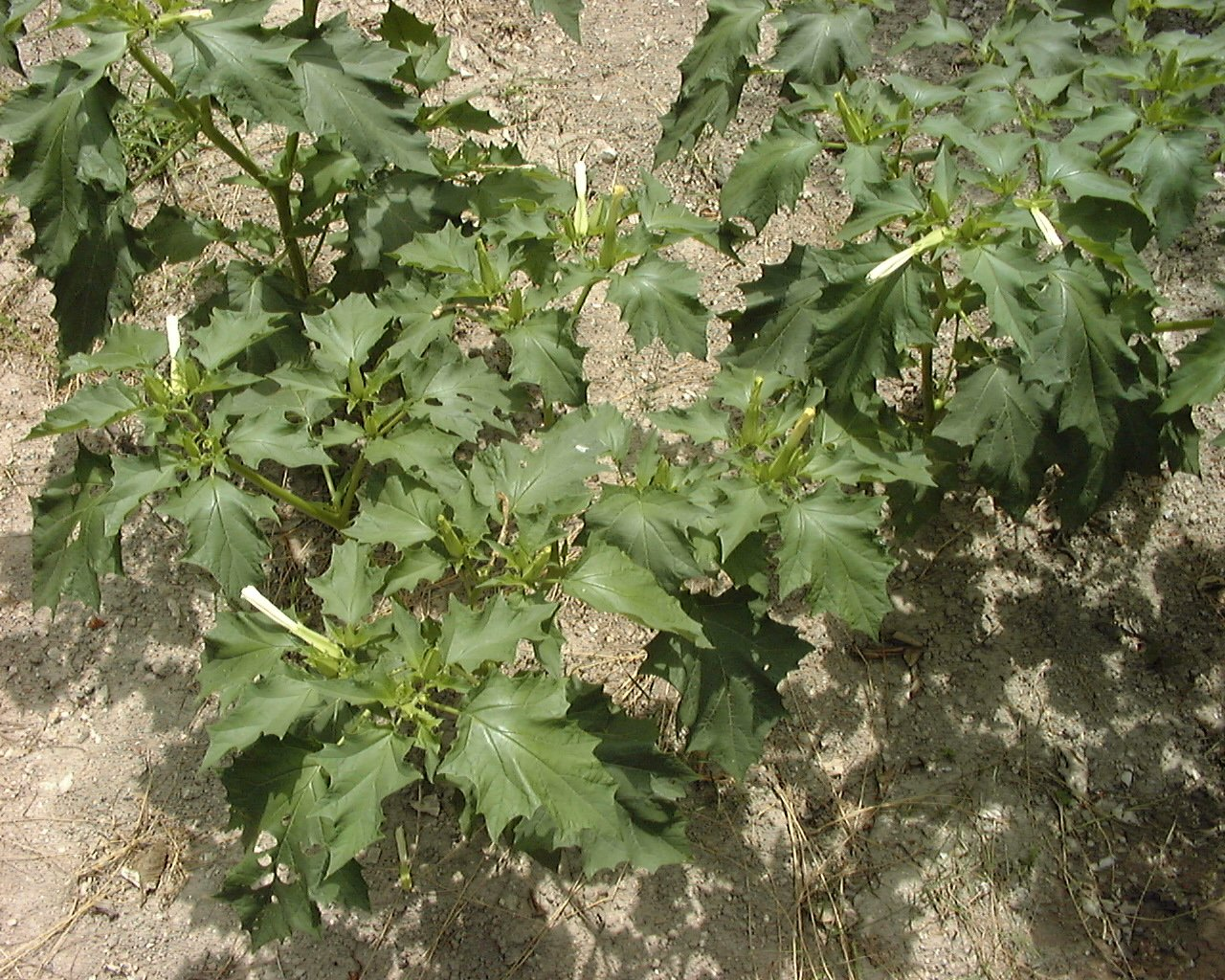
Conjunt de plantes.

Creix en horts mal cuidats, ja que li cal un sòl airejat i amb alts nivells de nitrogen en la terra. També es troba en sorres fluvials, vora els camins i en terrenys ruderals, com al voltant de masies i nuclis de població avui abandonats.
Encara que no és una planta autòctona del país, va ser introduïda fa molts anys i actualment es pot trobar per tota l'àrea dels Països Catalans, a excepció de Menorca.

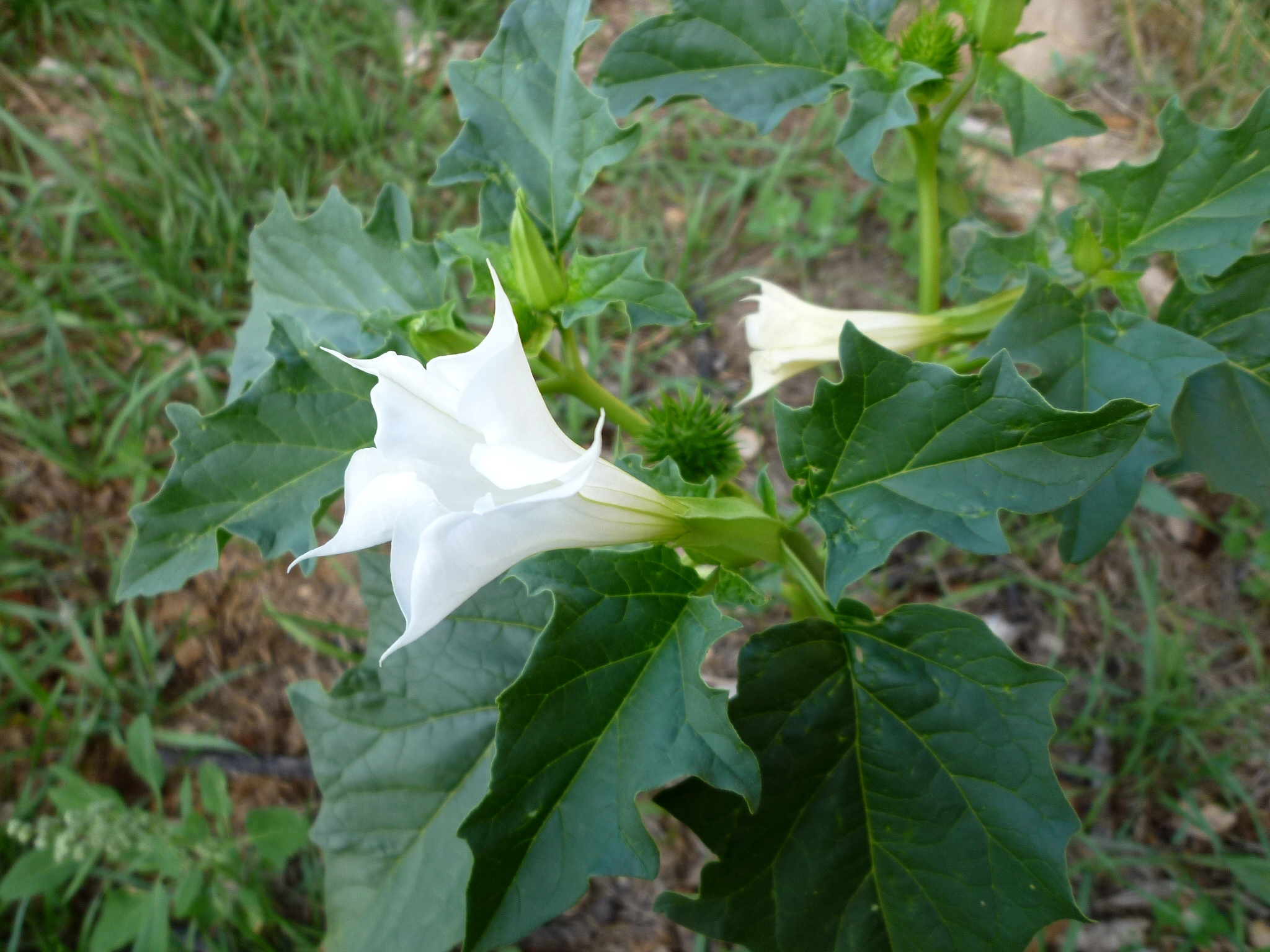
Als voltants de l'abandonada masia de la Torre de la Corriu (Guixers - Solsonès)

### Cultiu
Per al seu cultiu, és necessària la llum, tot i que no és imprescindible, agraeix temperatures càlides encara que sobreviu fins als 0 °C. Requereix un sòl lleugerament àcid (pH 5,5-6)i sec, motiu pel qual és una bona indicadora en sequeres moderades. Necessita també terrenys lleugers i rics en nitrogen.

## Farmacologia
Encara que els principis actius es poden trobar a totes les parts de la planta, només s'utilitzen com a droga les fulles i les llavors, però aquestes últimes en menor mesura. L'estramoni és una planta solanàcia antiespasmòdica i parasimpaticolítica (o anticolinèrgica), és a dir, que destrueix o inhibeix l'acció de les fibres nervioses parasimpàtiques. També se li atribueixen propietats hipnòtiques, verinoses, antirreumàtiques, pectorals i expectorants.

### Composició química
Entre els seus principis actius hi ha alcaloides com ara hiosciamina, escopolamina, hioscina, atropina, norescopolamina, escopolina i escopina. En menor quantitat trobem meteloidina, tiglioilmeteloidina i ditigloil-d-dioxitropà.
El contingut dels alcaloides va des de 0,2 a 0,5% i, a l'època de recol·lecció, l'escopolamina representa dos terços del total d'alcaloides, enfront del terç que representa la hiosciamina. La proporció dels alcaloides augmenta quan la planta està seca. La quantitat d'alcaloides tropànics (0,20-0,45%) és inferior a la proporció que hi ha a la belladona.
Conté bases volàtils com la nicotina i la putrescina, que és la causant de l'aroma fètida que desprèn la planta i que està present només a les fulles, i a les llavors hi ha olis essencials i sals minerals. També conté àcids orgànics, com l'àcid cítric, succínic, glicòlic, malònic i màlic; àcids fenols, com l'àcid cafeïc i clorogènic; tanins i flavonoides.

### Usos medicinals
És utilitzat com a antitussigen, sobretot contra la tos convulsiva i la laringitis crònica, contra l'emfisema pulmonar, la mania i el reumatisme articular. Antigament es comercialitzaven els «cigarrets del Doctor Andreu» contra l'asma, que contenien fulles d'estramoni, ja que contenen atropina que és broncodilatadora i un analgèsic local.
Té propietats com a sedant i antiespasmòdic del sistema digestiu. També se'n fan ungüents per a cremades, ferides, varius i hemorroides, que es poden aplicar sobre la pell no irritada, ja que tenen propietats calmants i antiinflamatòries. També s'utilitza contra el Parkinson i la paràlisi agitant, ja que l'escopolamina té efectes sedants sobre el sistema nerviós central i disminueix l'excitabilitat de l'escorça cerebral.
Encara que només s'utilitzen com a droga les fulles, altres parts de la planta tenen virtuts medicinals. Per exemple, les arrels tenen propietats analgèsiques, les flors es poden utilitzar contra el mal de cap i el làtex, que es desprèn de la tija en tallar-la, contra el mal d'orella.
En l'homeopatia, l'estramoni s'utilitza contra les al·lucinacions dels esquizofrènics.
Encara que té moltes propietats medicinals, el seu ús no és recomanat perquè a altes concentracions provoca greus intoxicacions. En cap cas es pot utilitzar l'estramoni per via rectal, ja que es produeix una ràpida absorció dels principis actius i l'alta concentració d'alcaloides sobre l'organisme provocaria una intoxicació greu.

## Toxicitat

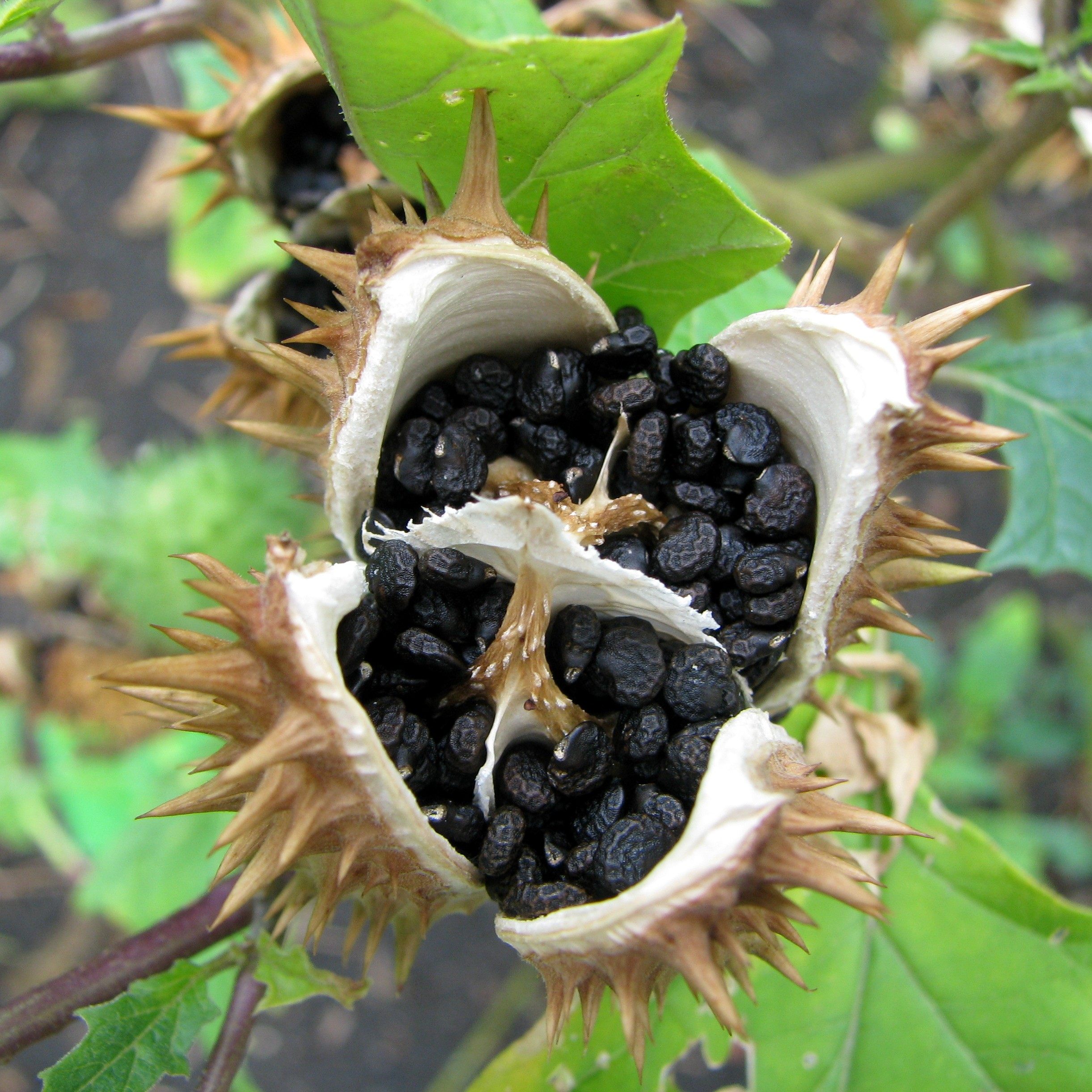
Detall d'un fruit obert mostrant les llavors.

Totes les varietats de Datura stramonium són verinoses i tòxiques però n'hi ha que són utilitzades com a plantes ornamentals. Pel que fa a la legislació espanyola està prohibida la seva comercialització i venda al públic, degut a la seva toxicitat, per l'ordre SCO/190/2004
L'estramoni s'utilitza com a insecticida en alguns cultius, ja que repel·leix les erugues de les papallones de la col.
La intoxicació per estramoni produeix una síndrome atropínica (o anticolinèrgica) caracteritzada per la presència de visió borrosa, sequedat bucal, set intensa, rubefacció cutània, hipertèrmia, taquicàrdies, vertigen, dolors, al·lucinacions, midriasi, mareig, i fins i tot, pot arribar a produir coma.
Però a baixes concentracions de principis actius produeix somnolència, pèrdua de sensibilitat i alteracions de la visió.
Datura stramonium és una planta psicoactiva, per aquest motiu s'ha de ser tan cautelós amb el seu ús. Pot causar psicosi exògena amb al·lucinacions. A dosis petites d'hiosciamina es paralitzen els nervis parasimpàtics cosa que produeix excitació, però a dosis més elevades (d'uns 30 mg) es produeixen estats de gran excitació, fúria, visions fantàstiques versemblants i paràlisi del sistema nerviós central. Si la dosi supera els 50 mg d'hiosciamina, pot arribar a produir la mort de l'individu.
Els efectes tòxics de l'estramoni són els mateixos que per a la belladona però en major magnitud i la part de la planta que presenta major toxicitat són les llavors. La dosis mortal als adults són unes 30 llavors, que es redueixen a unes 20 per als infants.
La intoxicació per estramoni se sol produir en drogoaddictes que busquen els seus efectes al·lucinògens i per ingestió accidental en nens petits. Aquesta intoxicació es detecta gràcies als símptomes i el tractament sempre és efectiu si es duu a terme ràpidament.
El tractament es basa en l'evacuació de la substància tòxica, a través d'un rentat gàstric o amb fàrmacs emètics i, en els casos més greus, en l'administració de fisostigmina o d'una suspensió aquosa de carboni animal, per tal d'absorbir els alcaloides tropànics.

## Història
És possible que a l'antiguitat no estigués introduïda als països mediterranis, ja que no es troben tractats que parlin sobre l'estramoni. Durant l'edat mitjana estava relacionada amb la bruixeria i la màgia, a causa de les seves propietats al·lucinògenes i sovint es barrejava amb la belladona i la mandràgora per a la creació de verins.

## Galeria d'imatges

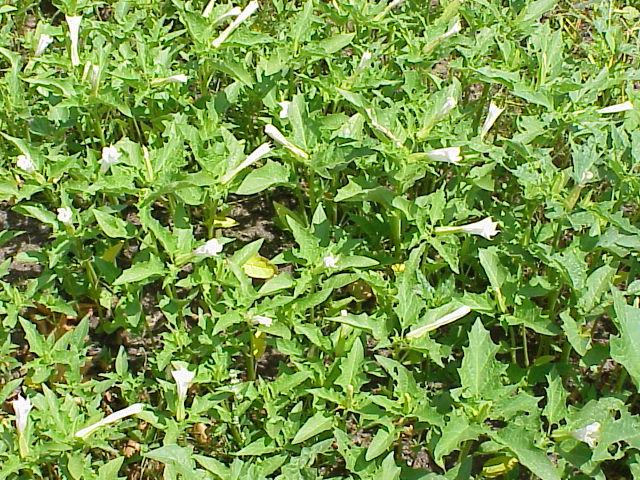
Aspecte general.
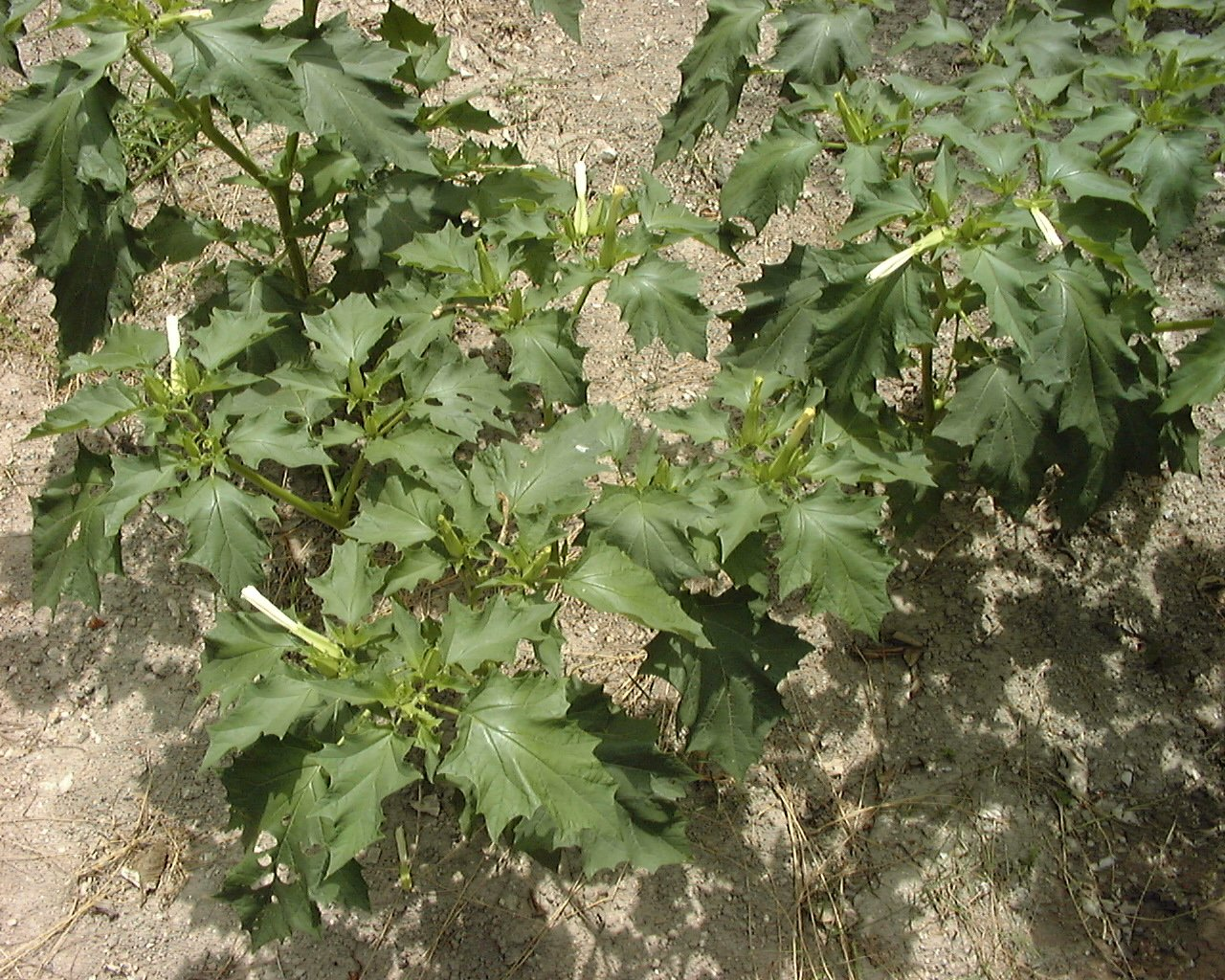
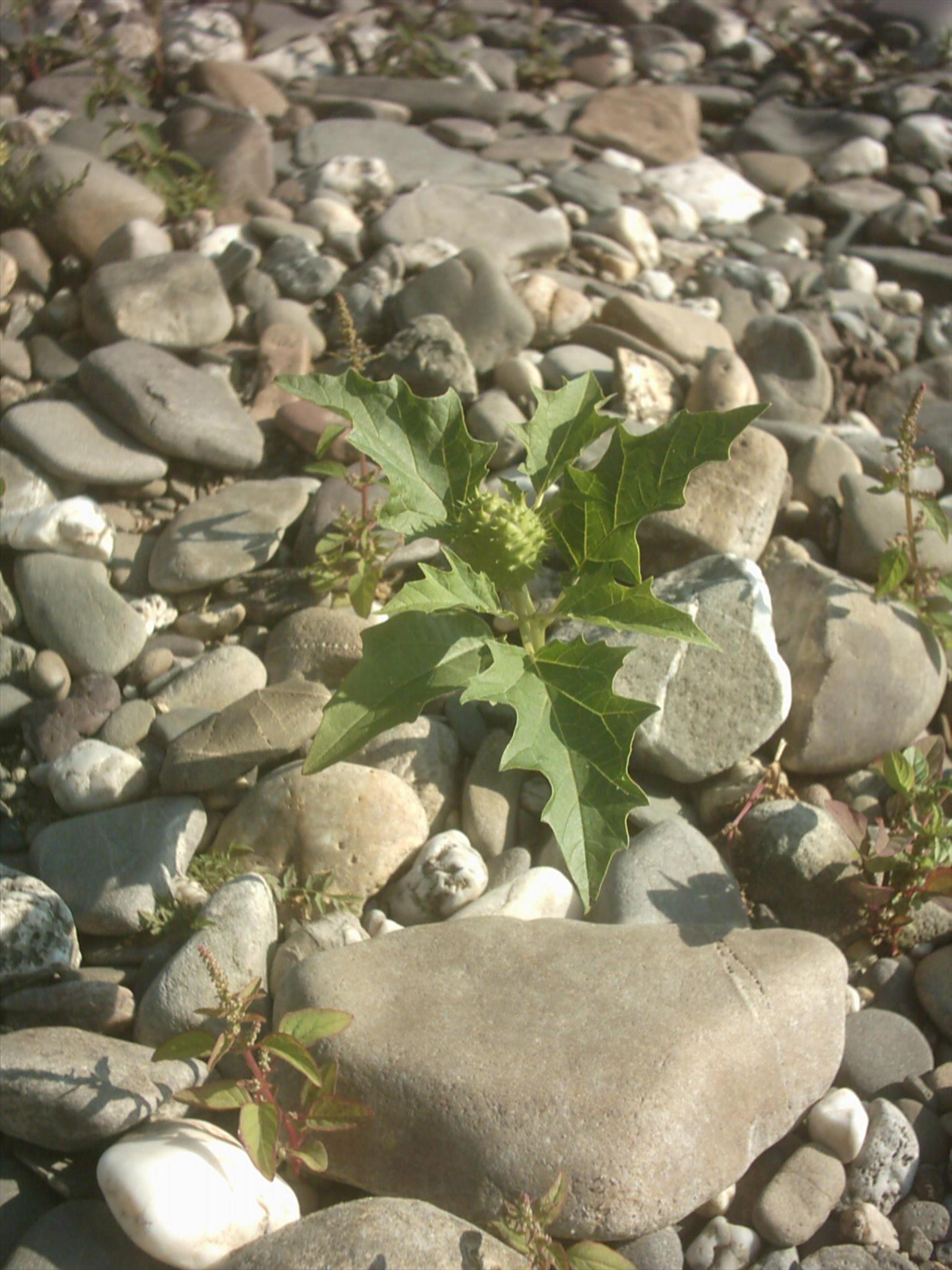
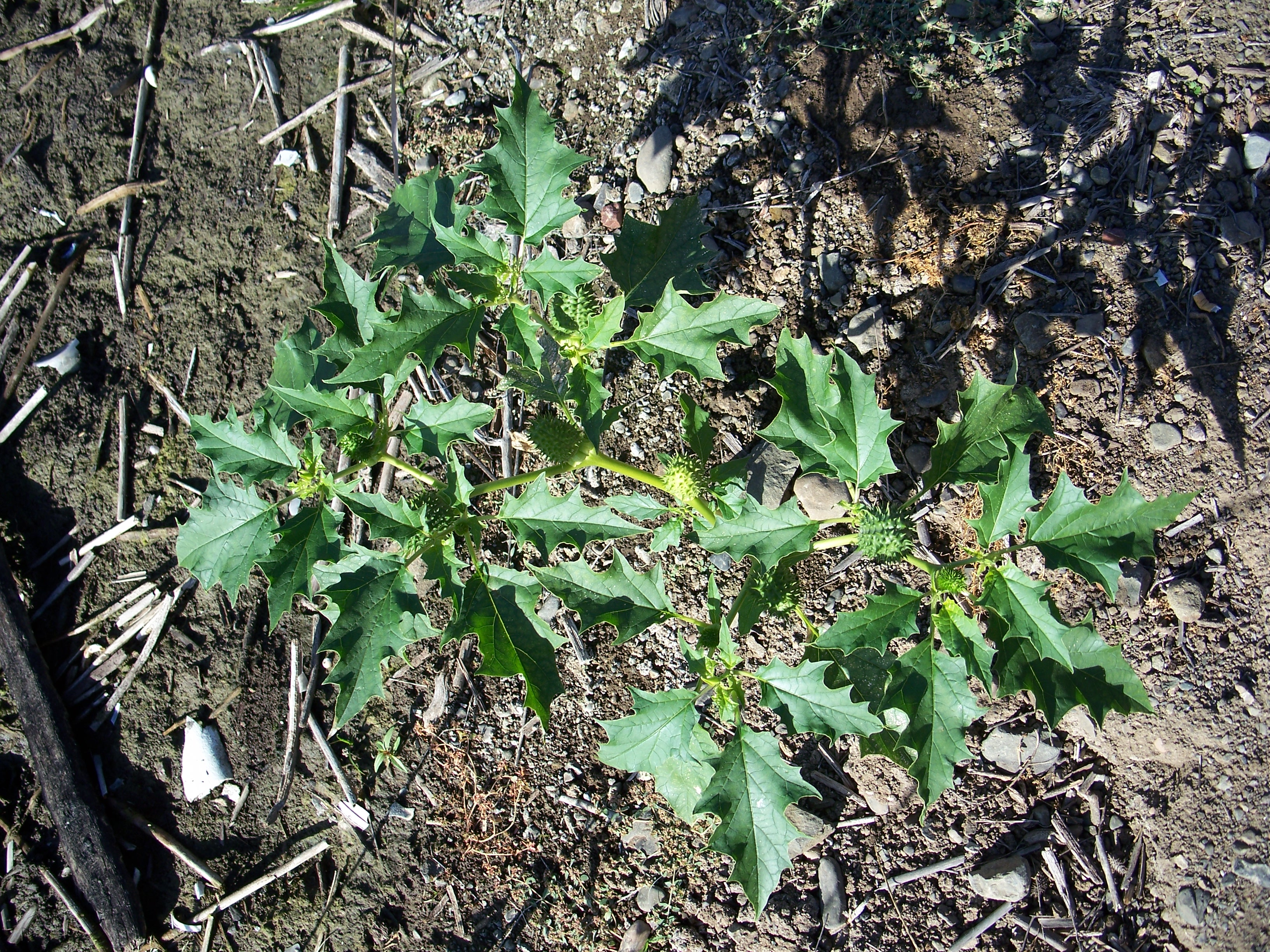
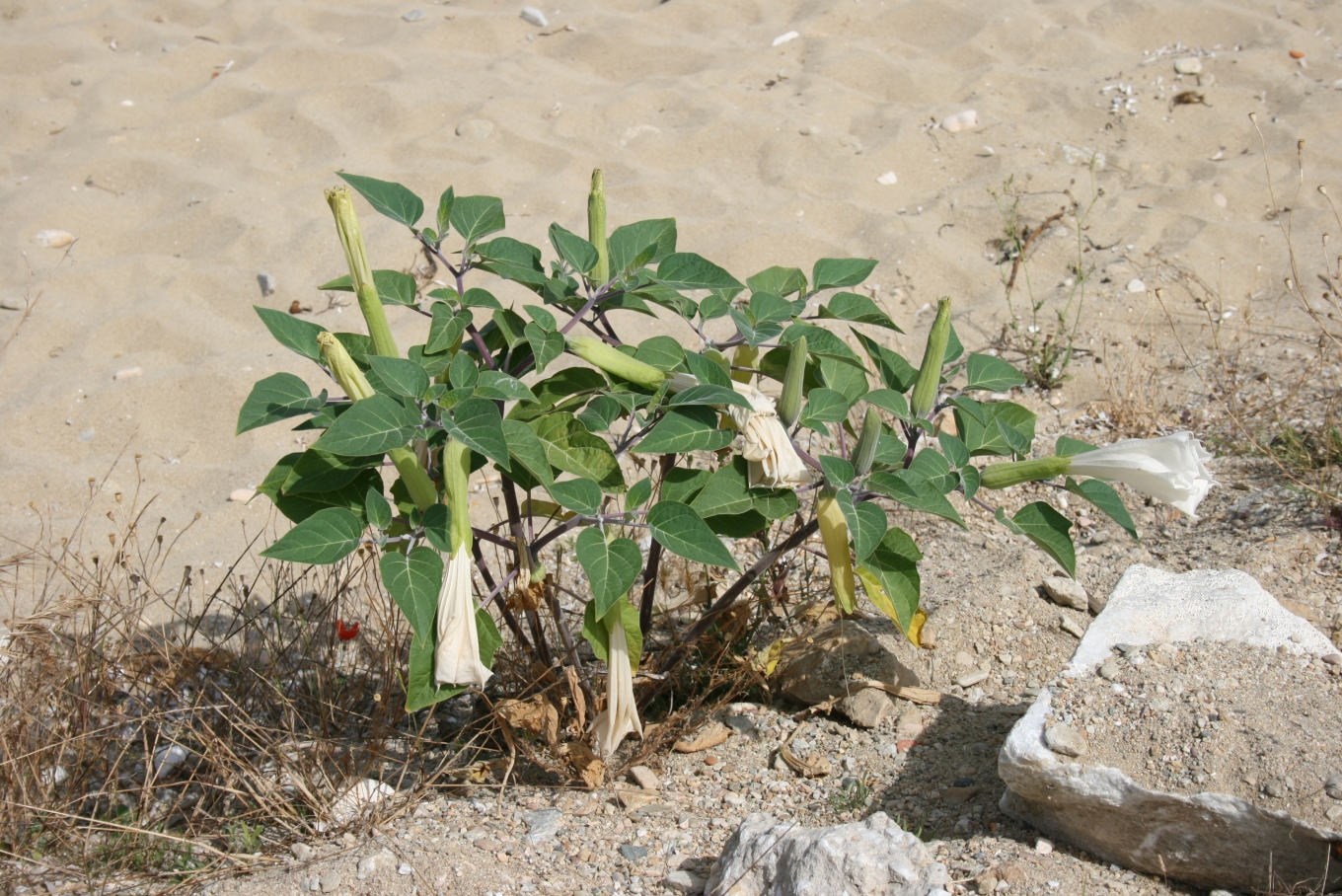
Planta en el seu hàbitat natural.
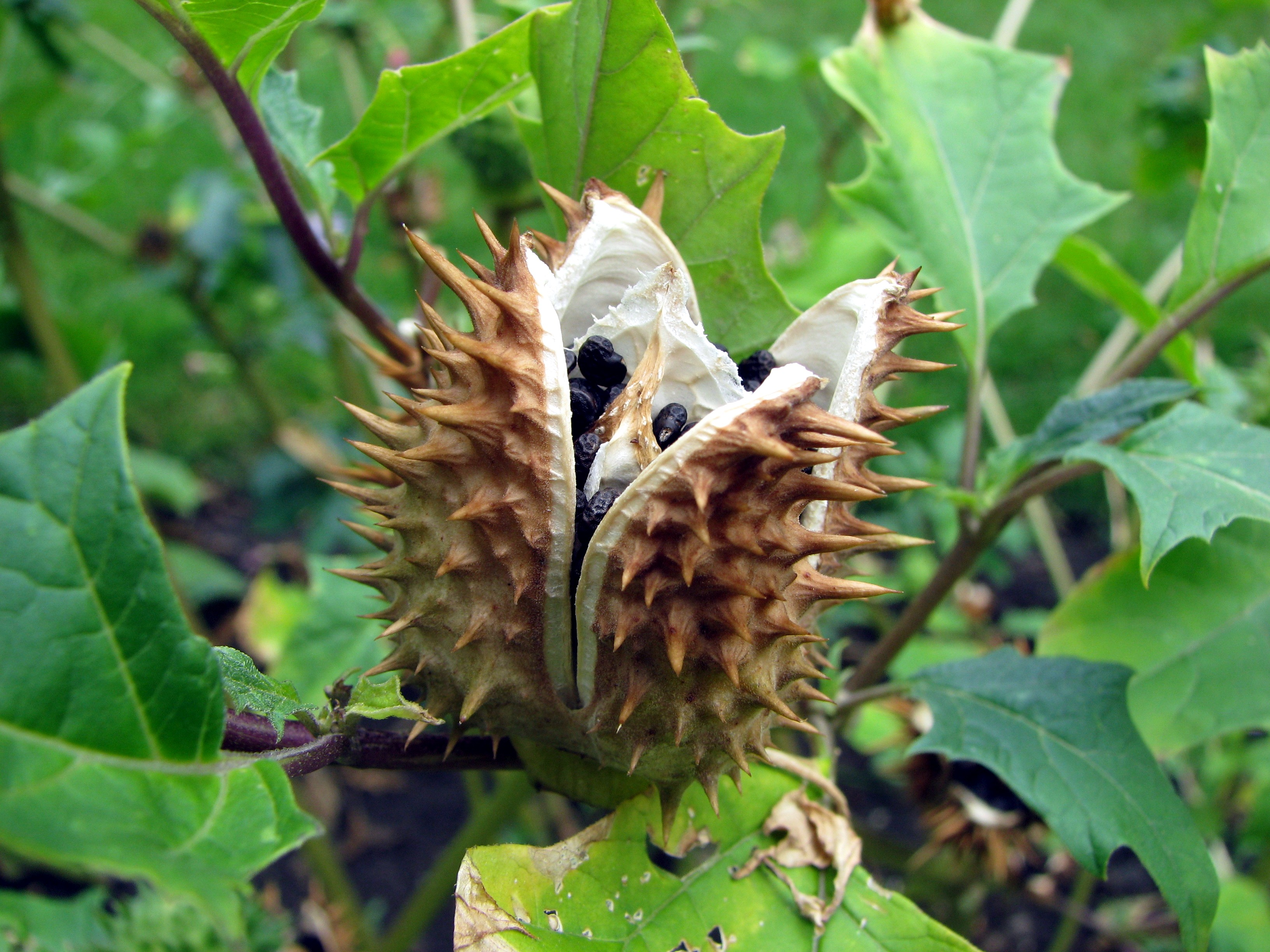
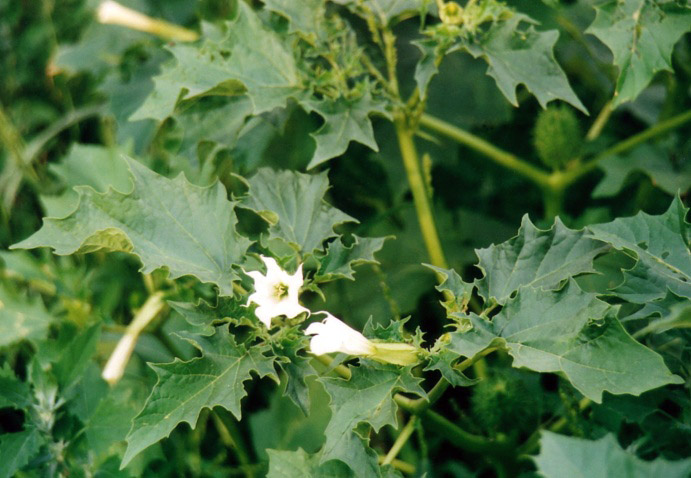
Detall de les flors.
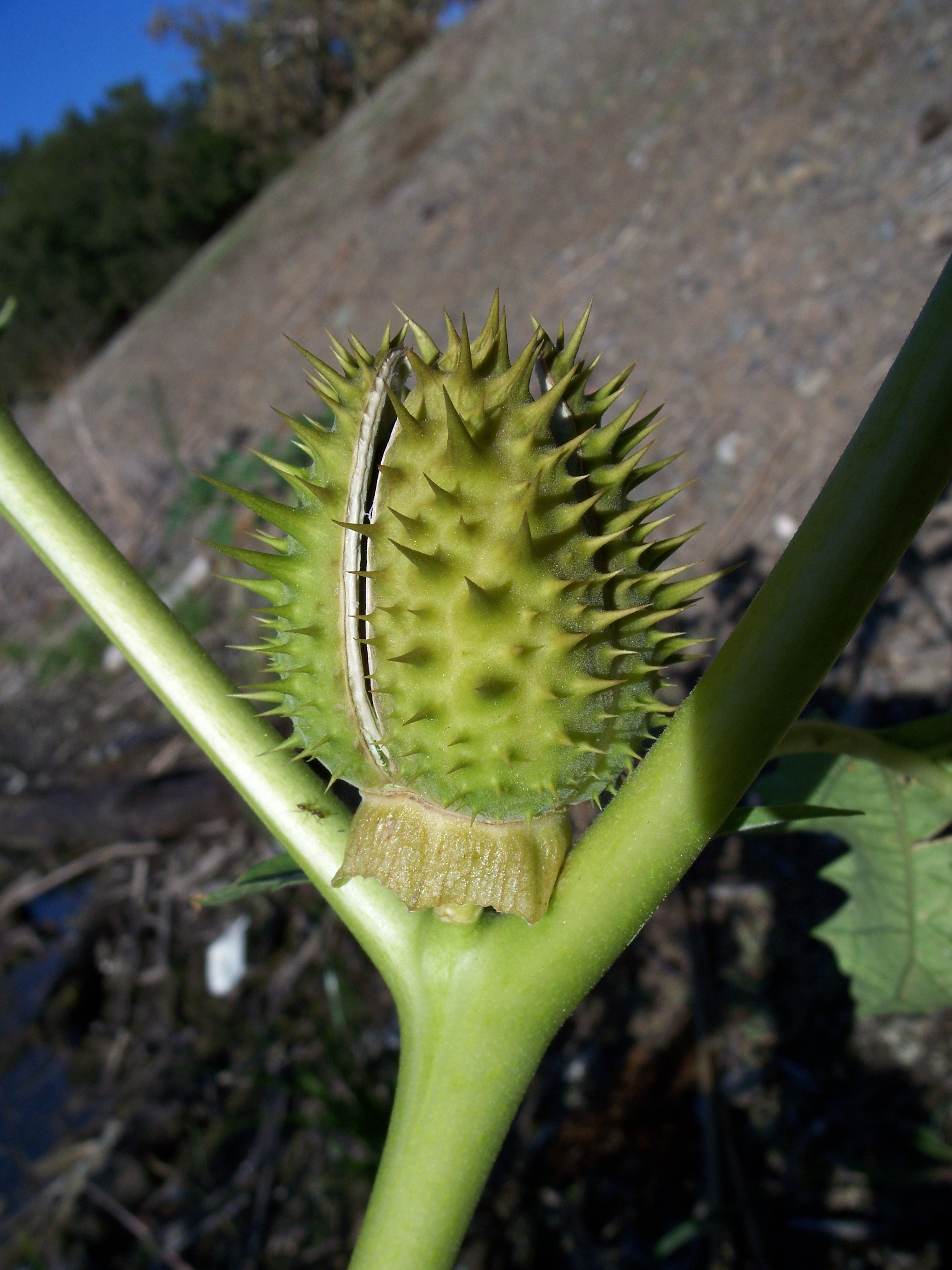
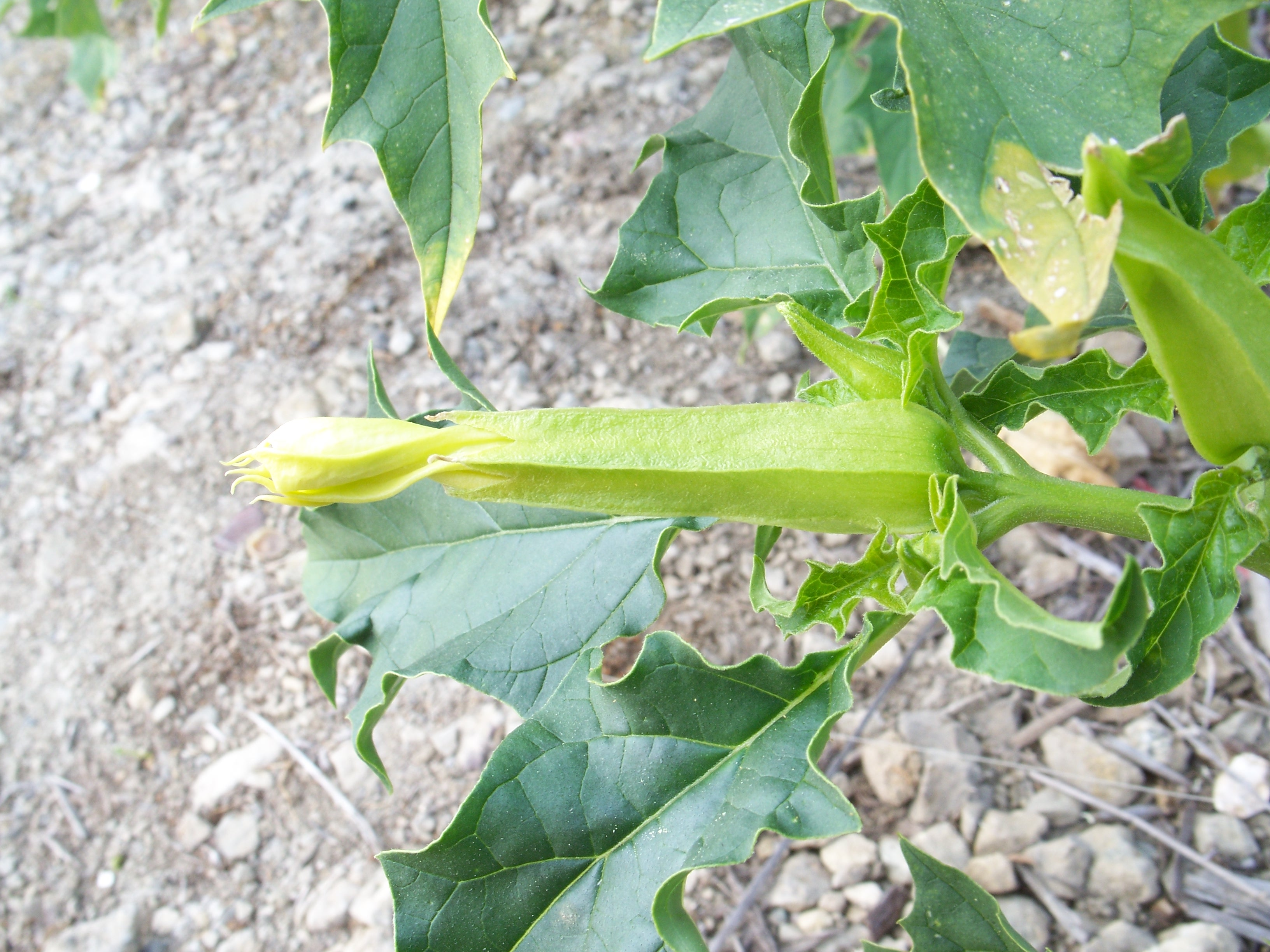
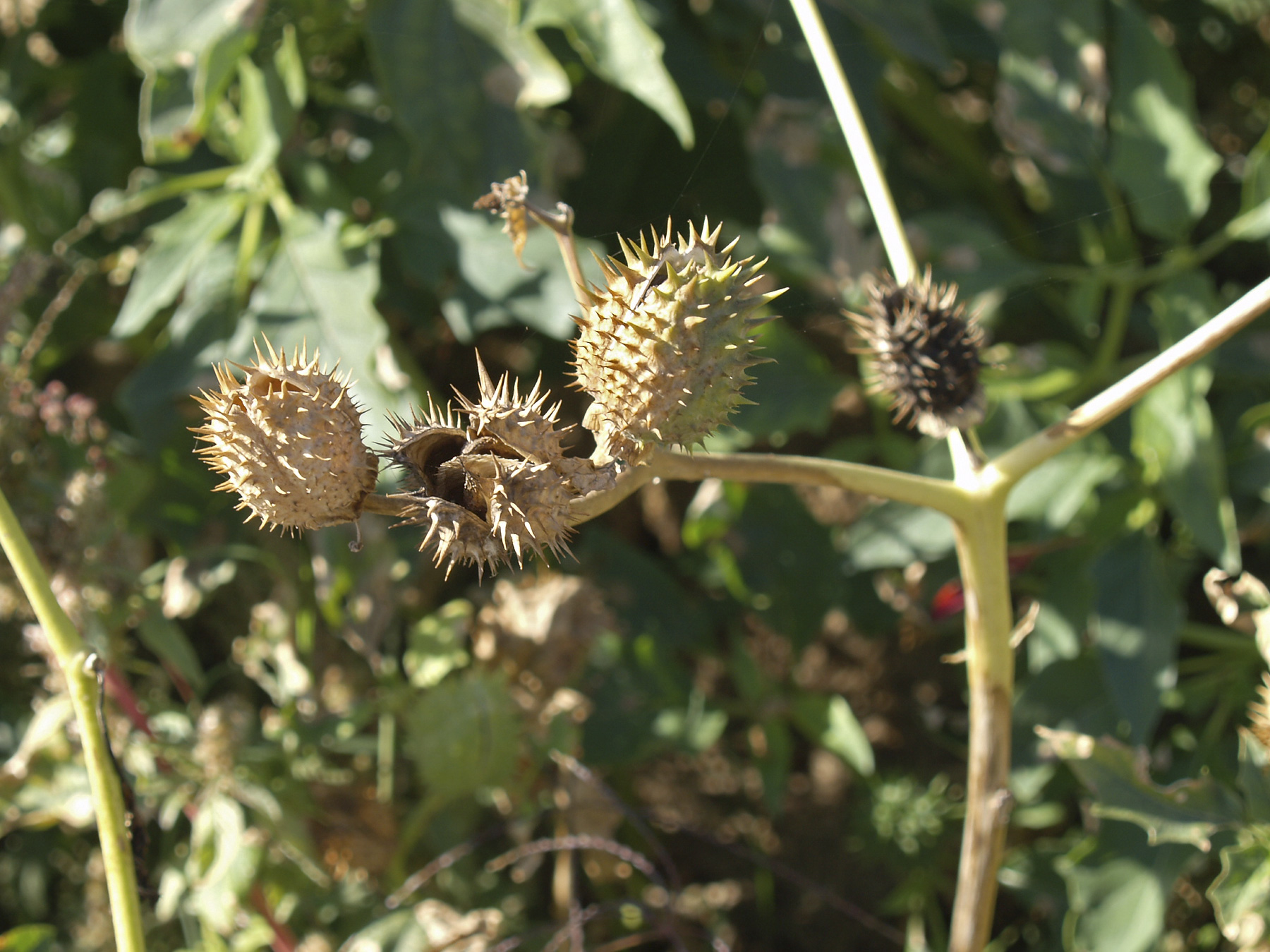
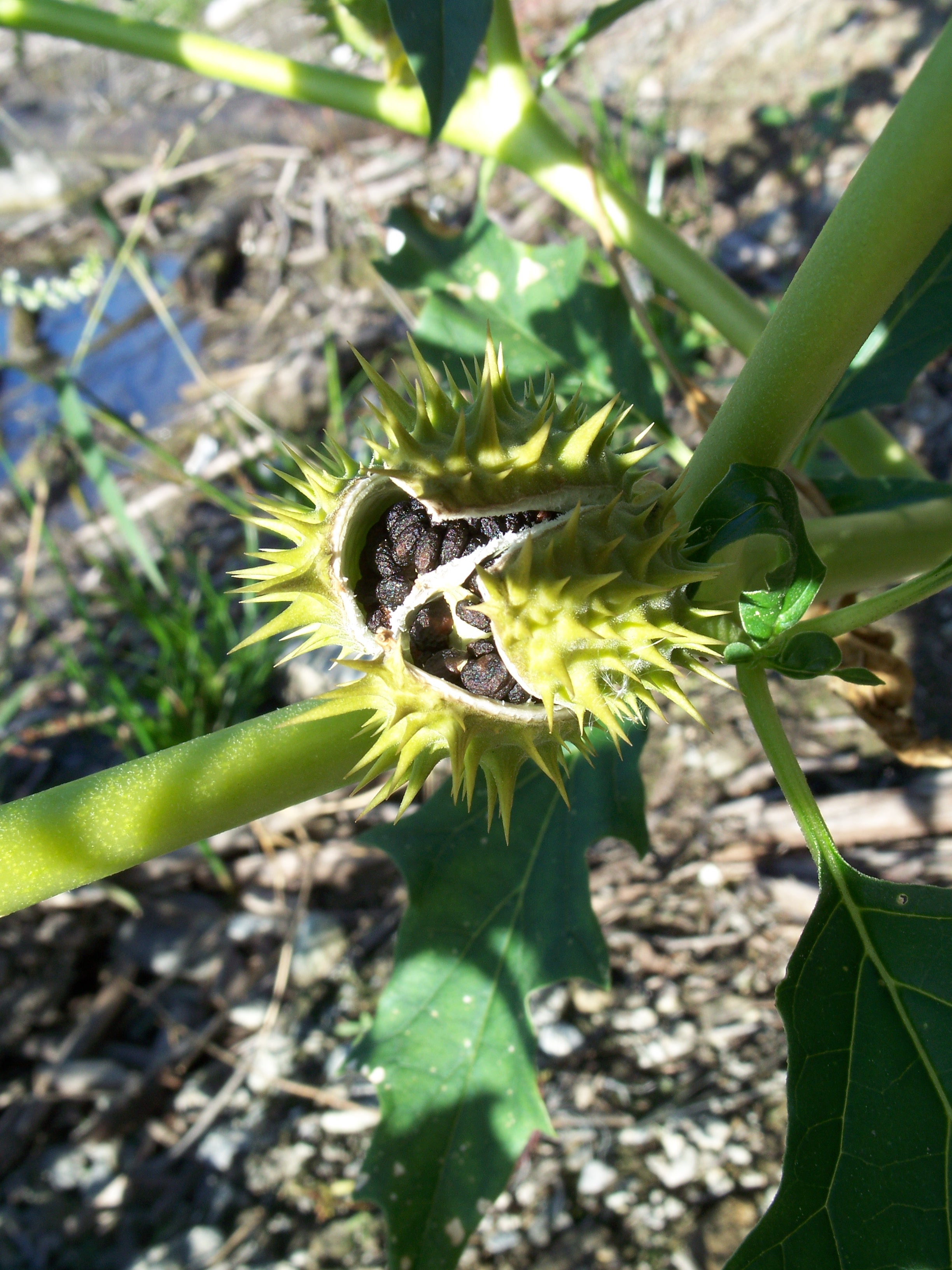
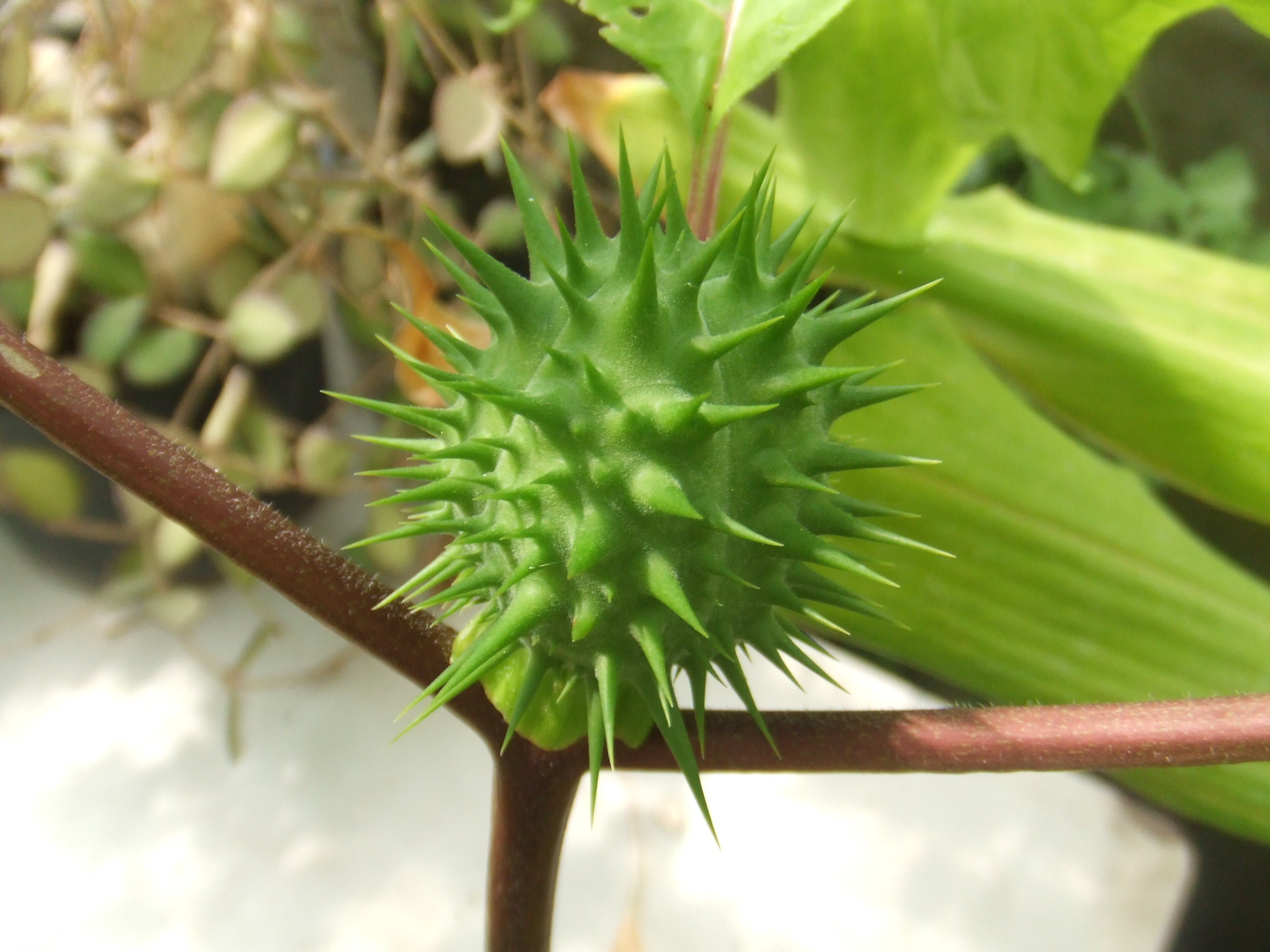
Detall dels fruits.
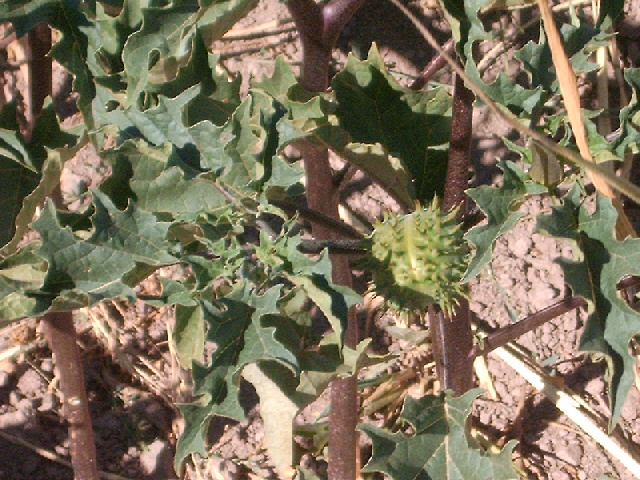
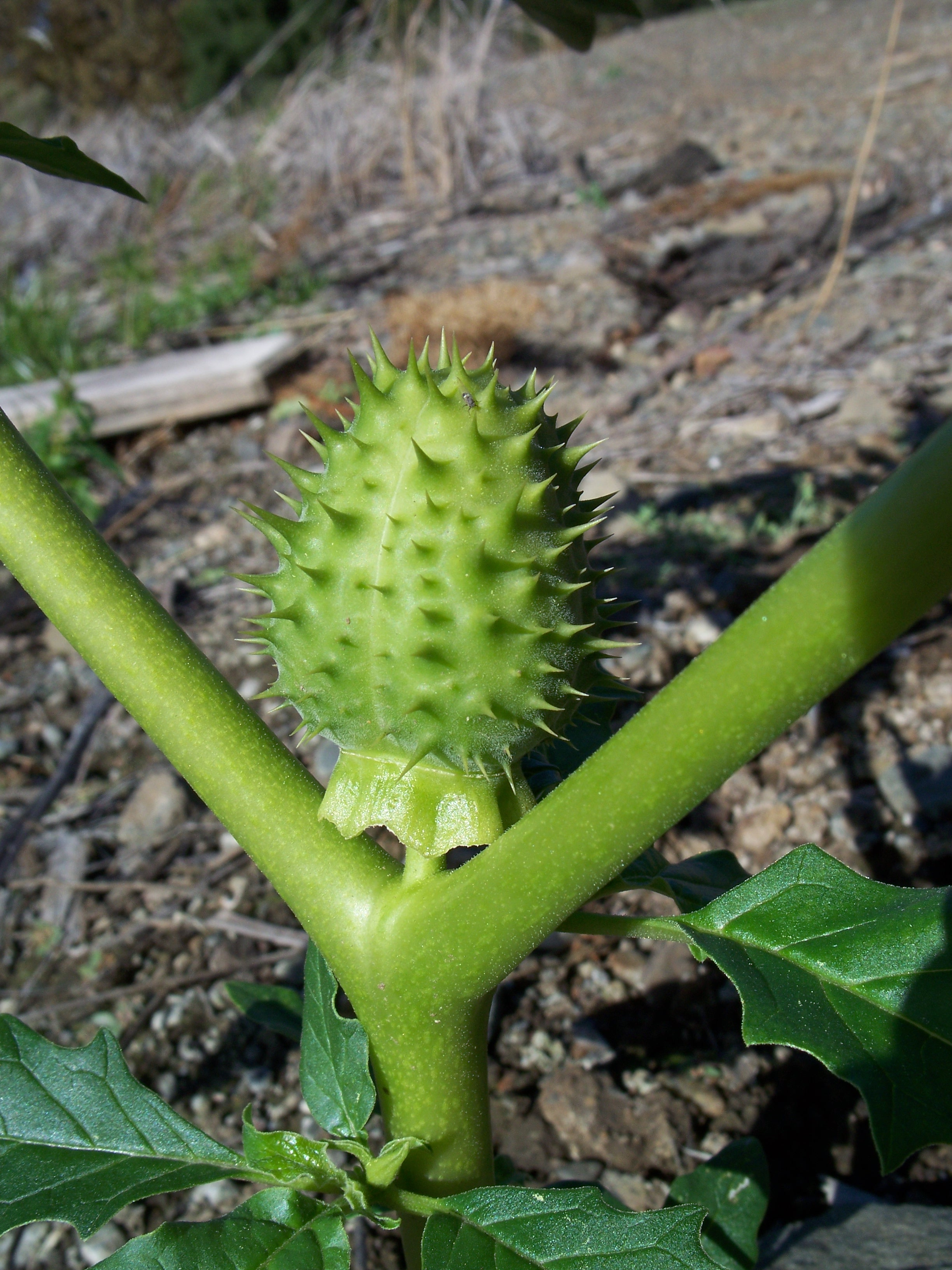
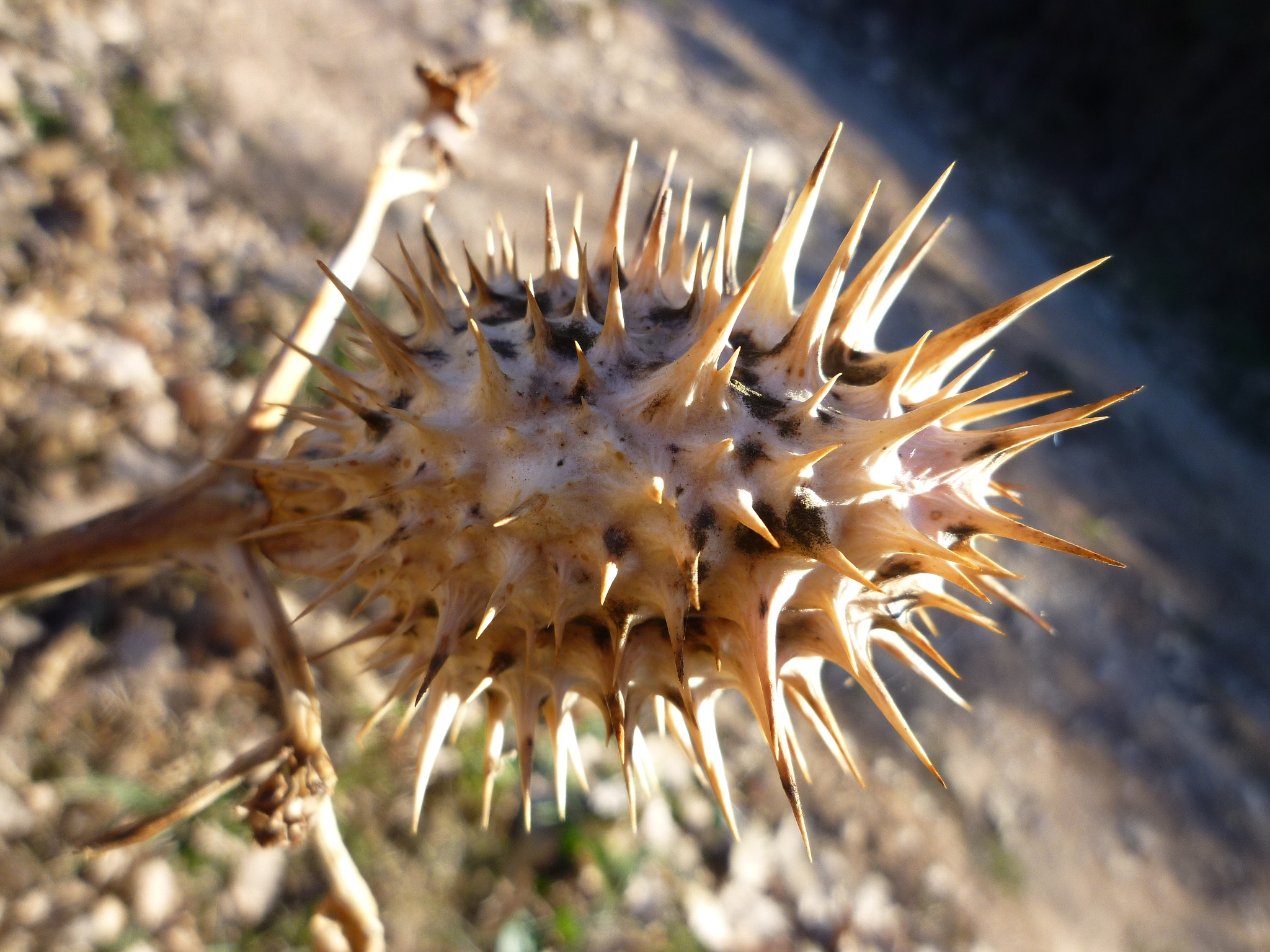
Fruit. A Odèn (Solsonès)